# Kurt Adam
Kurt Adam (* 8. Juli 1897 in Stuttgart; † 24. Januar 1973 in München) war ein deutscher Generalmajor im Zweiten Weltkrieg.

## Leben

### Erster Weltkrieg
Adam trat am 4. August 1914 während des Ersten Weltkriegs als Freiwilliger und Offiziersanwärter in das Feldartillerie-Regiment „König Karl“ (1. Württembergisches) Nr. 13 der Württembergischen Armee ein. Krankheitsbedingt wurde er am 24. September 1914 jedoch entlassen und erst nach seiner Gesundung am 1. August 1915 wieder angestellt. Mit der 4. Batterie seines Regiments wurde er am 29. April 1916 an die Front versetzt. Er kam als Leutnant am 21. Juli 1917 zur Flieger-Abteilung (Artillerie) 226 und wenig später zum Ballonzug 75. Im Verlaufe des Krieges wurde er mit beiden Klassen des Eisernen Kreuzes sowie am 11. November 1918 mit der Goldenen Militärverdienstmedaille ausgezeichnet.

### Zwischen den Kriegen
Nach Kriegsende erfolgte seine Übernahme in die Vorläufige Reichswehr und er wurde dort zunächst im Reichswehr-Artillerie-Regiment 13 eingesetzt. Mit der Bildung der eigentlichen Reichswehr kam Adam am 1. Januar 1921 zum 5. Artillerie-Regiment. Am 1. September 1924 wurde er Adjutant der II. Abteilung und am 31. Juli 1925 zum Oberleutnant befördert. Für zwei Jahre wurde Adam ab 1. Oktober 1929 zur Führergehilfenausbildung beim Stab der 5. Division kommandiert. Am 1. Oktober 1932 wurde Adam in das Reichswehrministerium versetzt und gleichzeitig zum Hauptmann befördert. Am 15. Oktober 1935 wurde er als Batteriechef in das Artillerieregiment 19 versetzt. Die Beförderung zum Major erhielt er am 1. März 1936. Am 15. Februar wurde er zum „Kommandostab Oberrhein“ versetzt und avancierte am 1. April 1939 zum Oberstleutnant.

### Zweiter Weltkrieg
Am 10. November 1940 wurde er Erster Generalstabsoffizier des 1. Armeeoberkommandos. Adam wurde am 1. April 1941 zum Oberst befördert. Er wurde am 1. Oktober 1941 zum Chef des Generalstabes des XXV. Armeekorps befördert. Am 20. April 1943 erhielt er die Versetzung zur Führerreserve und besuchte dort einen Lehrgang für Regimentskommandeure. Am 10. Juli 1943 wurde Adam als stellvertretender Regimentsführer zur Heeresgruppe Süd versetzt. Am 15. Juli 1943 wurde er der Kommandeur des Grenadier-Regiments 687. Am 15. Januar 1944 wurde er zur Heeresgruppe Süd versetzt, um erkrankte Divisionskommandeure zu vertreten; einen Tag erfolgte seine Auszeichnung mit dem Deutschen Kreuz in Gold. Am 10. Februar 1944 wurde er zum stellvertretenden Führer der 111. Infanterie-Division kommandiert. Die Ernennung zum Generalmajor erfolgte am 1. April 1944. Am 22. April 1944 wurde Adam zur Führerreserve des Oberkommandos der Wehrmacht versetzt. Adam wurde am 1. Juni 1944 zum Chef des Generalstabs des stellvertretenden V. Armeekorps ernannt. In dieser Funktion geriet er am 8. Mai 1945 in Kriegsgefangenschaft, aus der er am 30. Juni 1947 entlassen wurde.